# Brampton—Springdale
Pour les articles homonymes, voir Brampton et Springdale.
Circonscription électorale fédérale du Canada
Brampton—Springdale est une ancienne circonscription électorale fédérale et provinciale en Ontario.

## Circonscription fédérale
La circonscription était située au sud de l'Ontario et se limite à la ville de Brampton, près de Toronto.
Les circonscriptions limitrophes étaient Bramalea—Gore—Malton, Brampton-Ouest, Dufferin—Caledon et Mississauga—Brampton-Sud.

## Résultats électoraux
|       | Candidat         | Parti        | # de voix | % des voix |
|       | Parm Gill        | Conservateur | +24 618,  | 48,26 %    |
|       | (x) Ruby Dhalla  | Libéral      | +14 221,  | 27,88 %    |
|       | Manjit Grewal    | NPD          | +10 022,  | 19,65 %    |
|       | Mark Hoffberg    | Vert         | +01 926,  | 3,78 %     |
|       | Elizabeth Rowley | Communiste   | +00219,   | 0,43 %     |
| Total | Total            | Total        | 51 006    | 100 %      |

|       | Candidat                | Parti        | # de voix | % des voix |
|       | Parm Gill               | Conservateur | +17 804,  | 39,33 %    |
|       | (x) Ruby Dhalla         | Libéral      | +18 577,  | 41,04 %    |
|       | Mani Singh (en)         | NPD          | +05 238,  | 11,57 %    |
|       | Dave Finlay (en)        | Vert         | +03 516,  | 7,77 %     |
|       | Dimitrios Kabitsis (en) | Communiste   | +00135,   | 0,3 %      |
| Total | Total                   | Total        | 45 270    | 100 %      |

## Historique
La circonscription de Brampton—Springdale a été créée en 2003 à partir des circonscriptions de Bramalea—Gore—Malton—Springdale et de Brampton-Centre. Dissoute lors du redécoupage de 2013, elle fut redistribuée parmi Brampton-Centre, Brampton-Nord et Brampton-Est.
1. 2004-2011 — Ruby Dhalla, PLC
2. 2011-2015 — Parm Gill, PCC

- PCC = Parti conservateur du Canada
- PLC = Parti libéral du Canada

## Circonscription provinciale
Depuis les élections provinciales ontariennes du 4 octobre 2007, l'ensemble des circonscriptions provinciales et des circonscriptions fédérales sont identiques.